# Stratford, Connecticut
Stratford är en kommun (town) i Fairfield County, Connecticut, USA med cirka 49 976 invånare (2000).